# ストーンペーパー
ストーンペーパーとは、炭酸カルシウムを主成分とした薄膜シートで紙の代用品である。台湾龍盟科技股有限公司が開発したといわれる。日本の輸入元は釜谷紙業である。また日本ではLIMEXと呼ばれるものも存在する。

## 特徴
原料に木材チップやケナフなどを一切使用せず、石灰石から抽出した無機鉱物粉末から作られる。製造時に水や漂白剤を使用しない為、環境負荷が従来の紙よりも小さいと主張している。

## リサイクル
日本では「可燃ゴミ」となり、自主判断で産廃処理をしている加工会社もある。なお、公益財団法人古紙再生センターが発刊している「古紙ハンドブック」では、古紙回収とは混ぜてはいけない禁忌品（製紙原料にならないもの）に分類されている。
公益財団法人古紙再生促進センター（東京・中央区）が発行する『古紙ハンドブック2019』には、禁忌品A類に「ストーンペーパー（プラスチックと鉱物でつくられているので、正確には紙でない）」と記載されてあり、古紙回収に混ぜた際の問題点として指摘されているのは以下の点ある。
- プラスチック混入により出来上がった再生紙の品質が下がり、炭酸カルシウムが製紙汚泥になる。
- またストーンペーパー類が多量に入るとパルパーで目詰まりを起こすことがあり、操業を停止して取り除く必要がある。
- ストーンペーパーが古紙から再生紙を生成する工程に混ざると、スクリーンや配管を詰まらせる原因となる。

なお、主成分50%以上が石灰石であるストーンペーパー製品は、プラスチック製容器包装や紙製容器包装の定義には当てはまらない為、容器包装リサイクル法で定められている「再商品化委託料金」の支払い義務の対象外とされている。

### 環境性能における意見
一般的に販売されているストーンペーパーは生分解性ではなく[1]、特に熱可塑性樹脂は、プラスチックと同じで海洋汚染の問題となっているマイクロプラスチック化する懸念がある。炭酸カルシウムは生分解性ではないが酸に弱いこともあり、ストーンペーパー類はプラスチック部分のマイクロプラスチック化を促進する可能性がある。しかし、海外では、生分解性ストーンペーパーも生産・販売されており、日本ではストーンペーパーの回収システムが確立されてないが、オーストラリアのKarst Stone Paper社は、ストーンペーパー製品を回収する事でリサイクルが可能と環境に配慮した取組が可能と主張している。

### 地球温暖化抑制の観点
工学院大学の川嶋らにより、原料調達・輸送・製造・印刷・廃棄までの範囲で上級印刷紙とストーンペーパーの環境比較が公表された。これによるとストーンペーパーを焼却処理した場合、原料由来の二酸化炭素の排出は上級印刷紙の焼却処理と比較すると多くの二酸化炭素を排出する。このため、地球温暖化抑制の観点からは上級印刷紙の方がLIMEXを始めとするストーンペーパーより優位性が見られる。一方、埋め立てによるストーンペーパーの廃棄は、二酸化炭素の排出を抑制できる一方で、生分解できないプラスチックによる影響が生じる。

## 使用例
- 紙として

冊子
水や汚れに強く、屋外での利用も可能。
ノート
一般的な紙に比べ、破れにくく、水と油に耐久性があり野外での利用に適している。
ポスター
雨や湿気の多い季節でも濡れないのが特徴。
紙袋
水に強く、雨の日での持ち運びが可能。